# Jean de Mandeville
Pour les articles homonymes, voir Mandeville.
Jean de Mandeville ou Jehan de Mandeville, de son vrai nom Jean de Bourgogne, mort à Liège le 17 novembre 1372, est un voyageur et auteur d'un ouvrage intitulé le Le livre messire Jehan de Mandeville, titre auquel un manuscrit ajoute “des merveilles du monde”, qui évoque le Livre de Marco Polo dont il est inspiré pour les parties au-delà de la Palestine. 
Jean de Mandeville était médecin et affirmait être un chevalier anglais. Il prétendait avoir effectué un voyage de 34 ans en Égypte et dans différents pays d'Asie, jusqu'en Chine. Mais il est admis qu'il n'a pas été au-delà de la Palestine.

## Biographie
Jean de Mandeville est supposé avoir d'abord étudié la médecine et être parti pour l'Égypte le jour de la Saint Michel de 1322. Il a affirmé à son retour avoir été un mercenaire au service du sultan, alors en lutte avec les Bédouins. Passé d’Égypte en Palestine, il dit avoir suivi une route de la soie et avoir visité l’Inde, l'intérieur de l'Asie et la Chine. Un auteur  récent va jusqu'à suggérer qu'il aurait servi quinze années dans l’armée du grand khan.
Cependant il est généralement admis que ses récits de voyages sont largement imaginaires et le résultat de plagiats.

« Ce que Malte-Brun et La Renaudière indiquaient d'une façon générale, d'autres allaient tout récemment le marquer d'une façon irréfutable et démontrer – non seulement que l'ouvrage entier ou presque entier est pillé principalement de Vincent de Beauvais, de Jacques de Vitry, de Guillaume de Boldensele, de Jean du Plan de Carpin, d'Hetoum l'Arménien, d'Odoric, etc. – mais encore que le récit de voyages imaginaires n'est dû ni à un chevalier de Saint-Albans, ni à un Anglais, ni à un Sire Jean de Mandeville, mais très probablement à un médecin, Jean de Bourgogne ou Jean à la Barbe. Ce résultat est dû à M. le Docteur S. Bormans, au Colonel Sir Henry Yule, à Mr. E. B. Nicholson, au docteur J. Vogel, à M. Leopold Delisle, à Mr. A. Bovenschen et enfin a Mr. G. F. Warner. »

Théodore Gobert dit qu'il « n'a accompli aucun des voyages annoncés ». Charles Valter qualifie ses récits de « triomphe du merveilleux et du rêve sur la réalité », et conclut : « ce n'est pas sans raison qu'on l'a comparé à Swift ». Marie-Hélène Tesnière : « L'originalité réside moins dans ce qu'il dit, l'auteur n'étant probablement jamais allé au-delà du Proche-Orient, que dans le travail de réécriture qu'il suppose, à partir d'une vingtaine de sources ».
Après une absence de 34 ans, il est revenu en 1356, c'est-à-dire quelques années après la peste noire du XIVe siècle, qui a entraîné une saignée démographique en Europe dans les années 1347-1350.
On connaît la date de sa mort grâce à la description que le géographe Abraham Ortelius a donnée de son tombeau, qui se trouvait dans le couvent des Guillemins de Liège. L'épitaphe en latin était la suivante :

« Ici repose le noble D. Jean de Mandeville, aussi appelé à la barbe, guerrier, seigneur des Champs, né en Angleterre, professeur de médecine très pieux, orateur, et bienfaiteur très généreux des nécessiteux qui, ayant fait le tour du monde, finit sa vie à Liège. L'an du Seigneur 1372, le 17e jour du mois de novembre. »

Sur la stèle était gravé un portrait de l'homme en armes, portant une barbe fourchue, le pied sur un lion, une main bénissant son visage, avec ces mots en langue vernaculaire :

« Vos qui paseis sor mi, pour l’amour deix proïes por mi. »

De cette stèle du couvent des Guillemins, il ne reste que des noms. Derrière la monumentale gare des Guillemins, s’étire la rue Mandeville.
Si ce n'est son séjour en Égypte, le récit de ses voyages est souvent considéré comme une imposture, en raison du ton employé et des emprunts à d'autres explorateurs antérieurs.

## Récit de son voyage
À son retour, il a décidé, avec l’aide d’un médecin de Liège, de coucher sur papier les histoires dont il avait été le témoin, mais aussi l'acteur. Son recueil est devenu l’un des ouvrages les plus célèbres du Moyen Âge, et probablement le plus lu par ses contemporains (Christine de Pisan, Jean Sans Peur, le duc de Bourgogne).
Entre récit de voyage et traité savant, il décrit le monde connu au XIVe siècle, notamment l'Asie extrême-orientale, qui était encore très peu connue à cette époque des Occidentaux : seuls quelques missionnaires franciscains et dominicains, ainsi que Marco Polo, s'étaient aventurés dans ces régions lointaines. Sauf Le Livre de Marco Polo, les récits des premiers envoyés en Asie, notamment celui de Guillaume de Rubrouck, étaient peu diffusés en Europe à cette époque, et la Grande peste venait de faire de terribles ravages.
Jean de Mandeville fait référence aux possibilités théoriques de « circumnavigation » du monde, que l'on connaissait au XIVe siècle, puisque les grands lettrés (Albert le Grand…) avaient intégré cette notion. C'est sans doute ce qui a rendu son ouvrage si populaire à la fin du Moyen Âge. On sait en effet que Jean de Mandeville a eu une certaine influence sur Christophe Colomb.
Jean de Mandeville a décrit des itinéraires, inséré des histoires et des légendes fabuleuses dans un récit mélangeant références bibliques et considérations religieuses.
L'ouvrage est ainsi une compilation et une synthèse d'un ensemble de voyages incluant :
- les propres voyages de l'auteur en Égypte (fruit d’observations personnelles, car après une étude approfondie du texte, tous les critiques s’accordent pour affirmer qu’il a réellement séjourné dans ce pays), en Inde, dans l'intérieur de l'Asie, et en Chine ;
- des voyages antérieurs effectués par des missionnaires franciscains et dominicains. Il aurait donc décrit des terres qu'il n'a pas vues, et aurait introduit les déformations habituelles des géographes du Moyen Âge, la compilation d'ouvrages de voyageurs dominicains ou franciscains tels que Guillaume de Boldensele, Guillaume de Tripoli ou bien encore Odoric de Pordenone ;
- des références aux grands classiques de la littérature antique comme Flavius Josèphe, Pline le Jeune, et Solinus ;
- des références au Speculum Historiale de Vincent de Beauvais, qui était une encyclopédie reconnue à l'époque.

Il a été reproduit à plus de 250 exemplaires dans dix langues, ce qui est considérable pour l'époque. Cela permet de penser qu'un grand nombre de personnes en Occident considéraient la terre comme sphérique.
L'étude critique de cet ouvrage, faite par Christiane Deluz, montre qu'il a été rédigé dans trois versions :
- la version insulaire, en parler anglo-normand (25 manuscrits) ;
- la version continentale, en parler continental ;
- la version Ogier avec interpolation de textes mettant en scène Ogier le Danois.

La version insulaire serait la plus ancienne. Ces trois versions ont été traduites dans diverses langues vernaculaires.
La diversité des sources, des références, des versions initiales, des traductions en langues vernaculaires rend difficile l'authentification des informations.

## Postérité
Située à Liège, derrière la gare des Guillemins, la rue Mandeville est nommée en l'honneur du « célèbre voyageur anglais » enterré en l'église du prieuré des Guillemins de Liège. La rue porte ce nom depuis le 6 mars 1863 à la suite d'une proposition de l'échevin Bourdon. Théodore Gobert s'étend longuement sur le personnage, contemporain de Jean d'Outremeuse, dans son ouvrage Les Rues de Liège. Il le voit plutôt comme un romancier ou un fabulateur, inspirateur de Jean d'Outremeuse.

## Œuvre
- Jean de Mandeville, Voyages, Manuscrit BNF, 1371 (lire en ligne)
- Voyage autour de la Terre (Trad. et comm. par Ch. Deluz, 1993), éd. Les Belles Lettres, coll. La Roue à Livres, XXVIII + 301 p.  (ISBN 2-251-33919-1)